# Hydrorybina
Hydrorybina é um gênero de mariposa pertencente à família Crambidae.